# Knabenchorarchiv
Das Knabenchorarchiv mit Sitz in Augsburg hat das Ziel der Sammlung, Erforschung und Vermittlung von Kenntnissen über Knabenchöre aus Vergangenheit und Gegenwart. Gegründet wurde es im Jahr 2017.

## Bibliotheks- und Archivarbeit
Das Archiv verfügt über eine umfangreiche Bibliothek sowie Sammlungen von CDs und Schallplatten. Außerdem besitzt es eine Kleidungssammlung, Konzertprogramme, digitale Konzertplakate, Festschriften und Broschüren und ein Archiv von Zeitungsartikeln.
Das Knabenchorarchiv kann derzeit nur online genutzt werden. Primäre Aufgabe des Archivs ist es, interessierten Wissenschaftlern und Studenten die komplette Recherche in den Archivalien zu ermöglichen. Derzeit sind Informationen zu 935 Knabenchören verfügbar. Etwa weitere 351 in Recherche bzw. Vorbereitung.

## Forschungsarbeit
Zur Forschungsarbeit des Archivs gehören Sicherung und Erschließung von Quellen, Sammlung von Archivalien.